# 三重県道509号松阪港線
三重県道509号松阪港線（みえけんどう509ごう まつさかこうせん）は、三重県松阪市を通る一般県道である。

## 概要
松阪市大口町から松阪市鎌田町に至る。
中部国際空港へのアクセス港である松阪港に行くには、この道路のほか松阪市道松阪駅松阪港線も利用できる。

### 路線データ
- 起点：松阪市大口町（松阪港）
- 終点：松阪市鎌田町（鎌田町交差点、国道166号交点、三重県道24号松阪久居線起点）
- 総延長：3,963 m

## 歴史
- 1959年（昭和34年）1月25日 - 路線認定[1]。

## 地理

### 通過する自治体
- 三重県
  - 松阪市

### 交差する道路
| 交差する道路                     | 交差する場所 | 交差する場所        |
| -------------------------------- | ------------ | ------------------- |
| 国道23号                         | 大口町       | 大口町南交差点      |
| 国道166号 三重県道24号松阪久居線 | 鎌田町       | 鎌田町交差点 / 終点 |

### 沿線
- 松阪港
- セントラル硝子松阪工場
- 松阪市立鎌田中学校
- 松阪市立第四小学校